# Dracostandarte

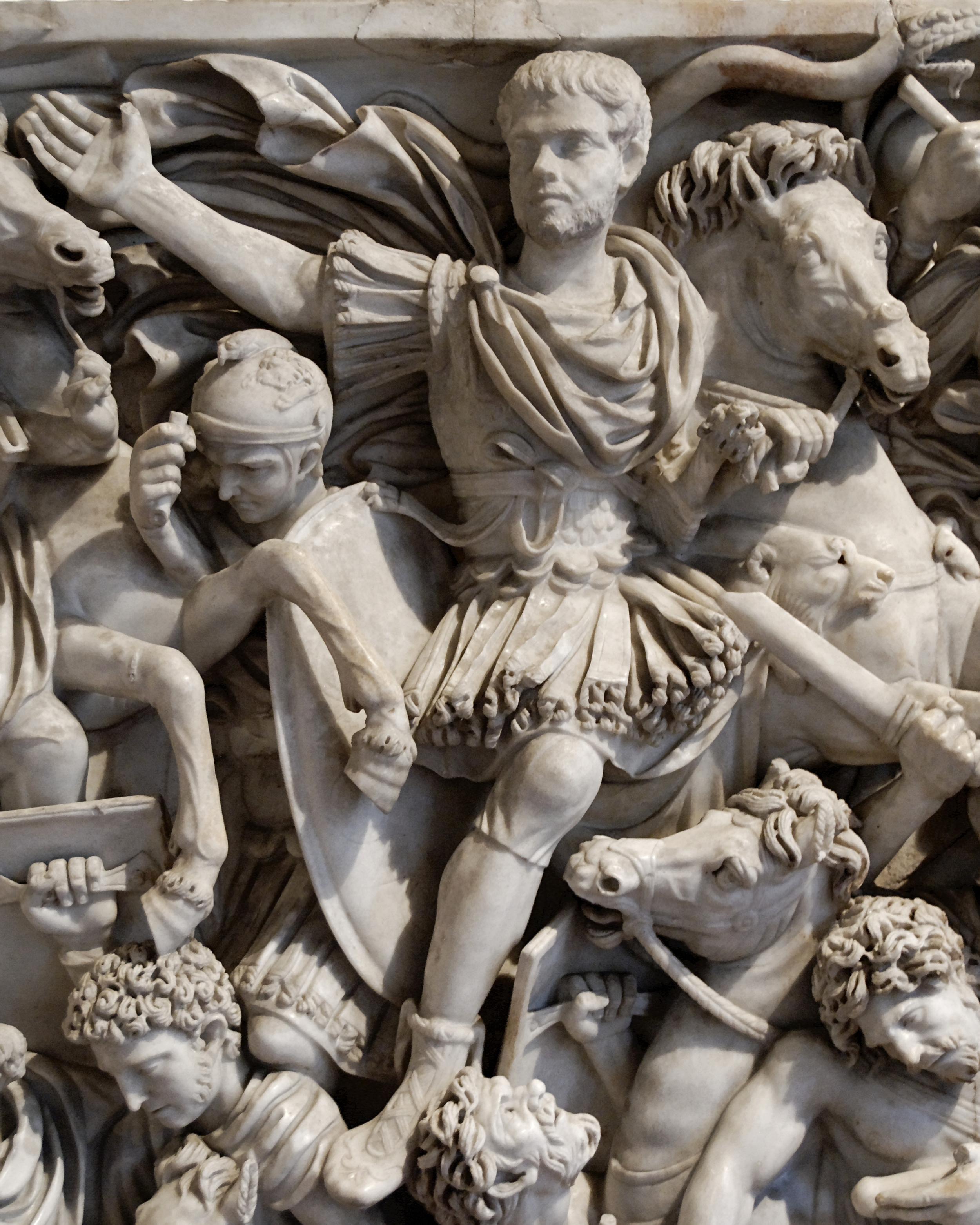
Relief des Ludovisischen Schlachtsarkophags mit der Darstellung einer Dracostandarte (rechts oben; 3. Jahrhundert)

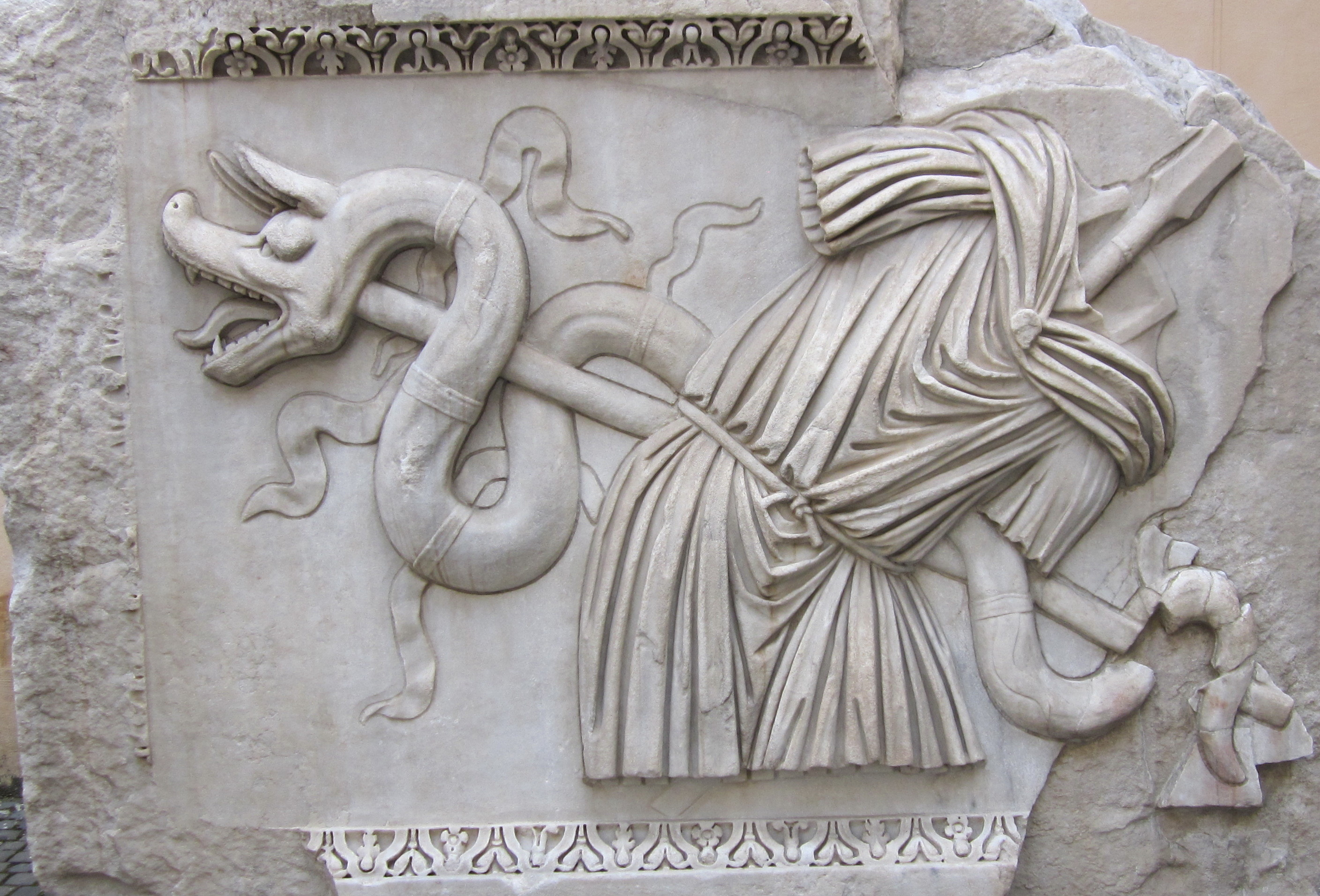
Trophäenrelief mit Drachendarstellung (Hadrianeum, Rom)

Die Dracostandarte (lateinisch draco „Drache“, altfränkisch standort „Aufstellungsort“) war ein antikes und mittelalterliches militärisches Feldzeichen (Standarte) in Form einer Schlange mit einem nachempfundenen Drachenkopf, das ursprünglich auf die zentralasiatischen Reitervölker zurückgeht.

## Ursprung
Der Drache spielte auch in der Mythologie asiatischer Steppenvölker eine Rolle. Die religiös-militärische Konnotation des Drachens findet sich erstmals um das Jahr 1120 v. Chr. auf einer Stele Nebukadnezars I. Der Drache (auch als geflügelte Schlange dargestellt) nahm speziell bei den Sarmaten eine herausragende Stellung ein. So wurden die schweren sarmatischen gepanzerten Lanzenreiter aufgrund ihrer Feldzeichen in Schriften antiker Autoren auch oft mit Drachen verglichen. Das Feldzeichen war zudem bei Indern, Persern, Parthern, Skythen, Geten und Dakern verbreitet. Im Frühmittelalter war die Standarte unter anderem auch bei den fränkischen Panzerreitern in Gebrauch.

## Funktion
Es wird vermutet, dass sie ursprünglich für die zahlreichen berittenen Bogenschützen der Reitervölker in den asiatischen Steppen zur Windstärke- und Windrichtungsbestimmung verwendet wurden. Ansonsten waren Standarten ein optisches Hilfsmittel zur Kennzeichnung von Truppenverbänden und Einzelkämpfern bei militärischen Operationen (insbesondere zur Orientierung auf dem Schlachtfeld).

## Verwendung

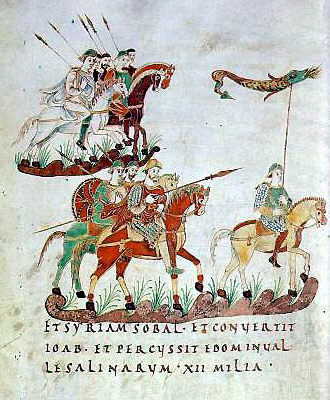
Karolingische Panzerreiterei mit einer Dracostandarte (9. Jahrhundert, Goldener Psalter von St. Gallen, Illustration zu Psalm 60: Feldzug des Joab)

In der Spätantike übernahm das Römische Heer zusammen mit asiatischen Söldnern bzw. Hilfstruppen u. a. das Konzept für den Einsatz von Kataphrakten, den Spangenhelm, die Contus-Lanze und auch die Dracostandarte, wahrscheinlich von den Dakern oder Skythen. Der Kavallerist, der die Dracostandarte mit sich führte, wurde als Draconarius bezeichnet. Im 4. Jahrhundert n. Chr. wurde sie auch bei der römischen Infanterie eingeführt.
Die bei den Römern gebräuchliche Form der Dracostandarte besteht aus einem langen röhrenförmigen Windsack aus rotem oder mehrfarbigem Tuch, die an einem metallenen Drachenkopf mit offenem Maul befestigt ist. Ein sehr gut erhaltener Drachenkopf wurde im Kastell Niederbieber gefunden. Er besteht aus versilbertem und zum Teil auch vergoldetem Kupferblech. Er konnte auf einem einfachen Holzstab angebracht sein, wurde aber meist auf einer Lanze befestigt. Auch Ammianus Marcellinus beschreibt eine Szene, in der Constantius II. von mit Purpurfäden durchwirkten Drachenstandarten umgeben ist, die auf vergoldeten und mit Edelsteinen (wahrscheinlich aber nur Steine aus Glas) dekorierten Lanzenspitzen stecken. Wurden die Drachenmäuler direkt in den Wind gehalten, sollen sie ein zischendes Geräusch von sich gegeben haben. Dieses könnte durch im Inneren angebrachte Metalllamellen oder Drähte erzeugt worden sein und sollte den Feind einschüchtern.

## Dakische Dracostandarte
Der dakische Draco war ein militärisches Feldzeichensymbol der Daker, welches einen Synkretismus zwischen dem Wolf, Drachen und Schlange aufweist. Der hohle Drachenkopf mit wolfsähnlichem Kiefer hatte mehrere Metallzungen sowie einen Stoffschlauch am hinteren Ende und war an einer Stange befestigt. Bei der Verwendung wurde der Draco in den Wind gehalten oder über den Kopf eines Reiters gehoben, sodass er sich mit Luft füllte und den Eindruck erweckte, er sei lebendig, während er durch den Wind ein schrilles Geräusch erzeugte.

Diese Windfahne wird in 20 Szenen der Dakerkriege auf der Trajanssäule in Rom, in den Händen der Soldaten von Decebalus dargestellt. Eine Szene zeigt den Draco, getragen von der dakischen Kavallerie, die den Fluss Donau durchschwimmt. In einer anderen Szene wird der Draco im Zentrum einer dakischen Zitadelle gepflanzt, umgeben von den Schädeln mehrerer römischer Gefangener. 

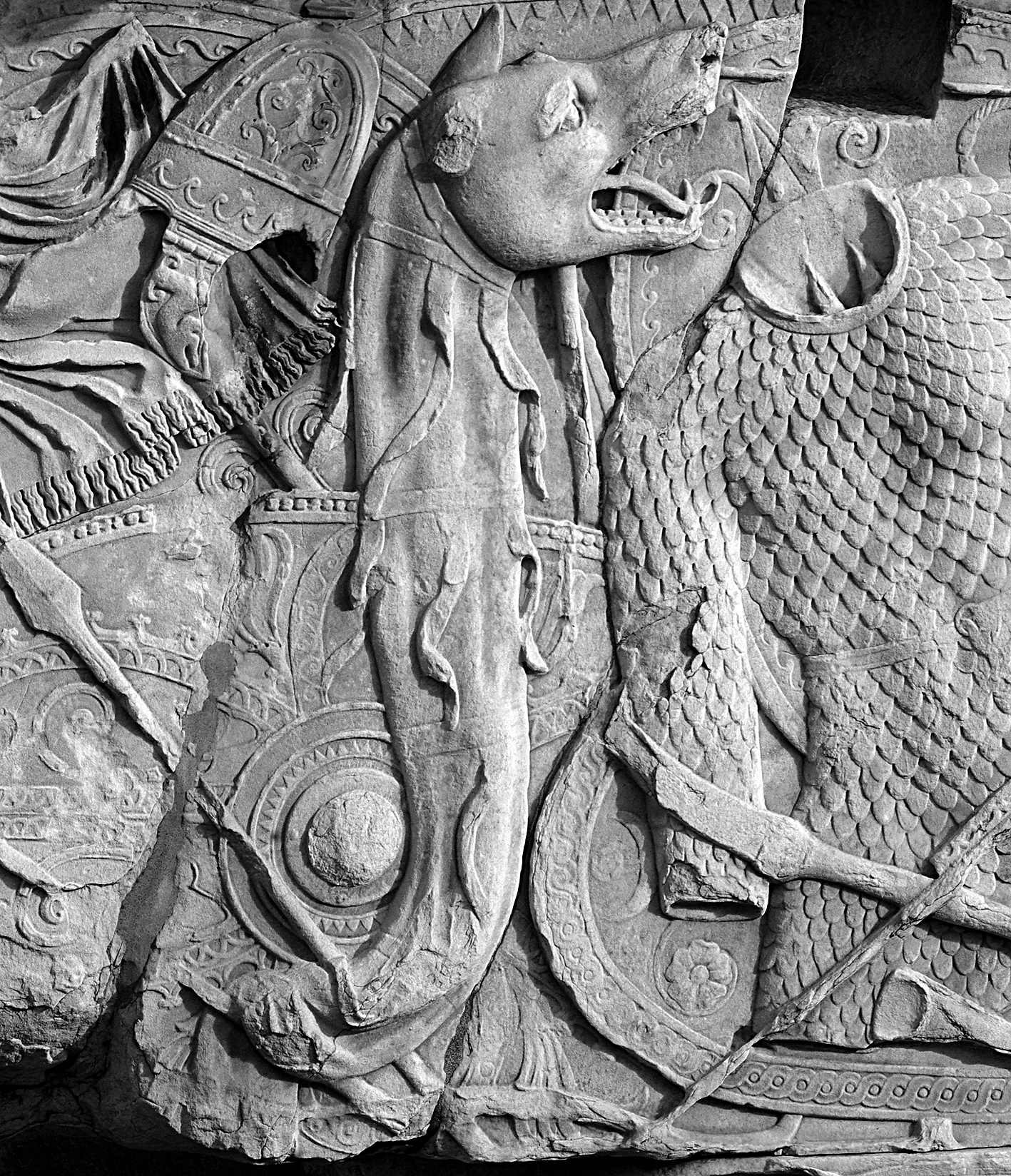
Dakischer Draco auf der Trajanssäule

Der Draco erscheint auch auf Münzen des römischen Kaisers Antoninus Pius (138–161 n. Chr.), was darauf hindeutet, dass er im 2. Jahrhundert immer noch ein charakteristisches Emblem war. Im Jahr 250 n. Chr. hält die Personifikation der Provinz Dakien auf einer Münze von Decius eine Standarte mit Drachen- oder Wolfskopf. Dasselbe Symbol erscheint auf den Münzen der Kaiser Claudius Gothicus (268–270 n. Chr.) und Aurelian (270–275 n. Chr.). Auf dem Galeriusbogen in Thessaloniki, ist das charakteristische dakische Drachensymbol von einer Gruppe dakischer Reiter getragen dargestellt.
Laut Lucreţiu Mihăilescu-Bîrliba wurde das Draco-Symbol bis zum 2. Jahrhundert n. Chr., also nach den Dakerkriegen, in der griechisch-römischen Welt mit dem dakischen Ethnos assoziiert. Der römische Historiker Arrian schrieb, dass die Römer den Draco von den Skythen übernommen haben, wobei er sich vermutlich auf die zeitgenössischen Sarmaten bezog. Laut Conrad Cichorius trugen die Daker zwar den Draco, doch Arrian nannte ihn in seinem Werk Tactica um 136 n. Chr. den „skythischen Draco“.

## Funde

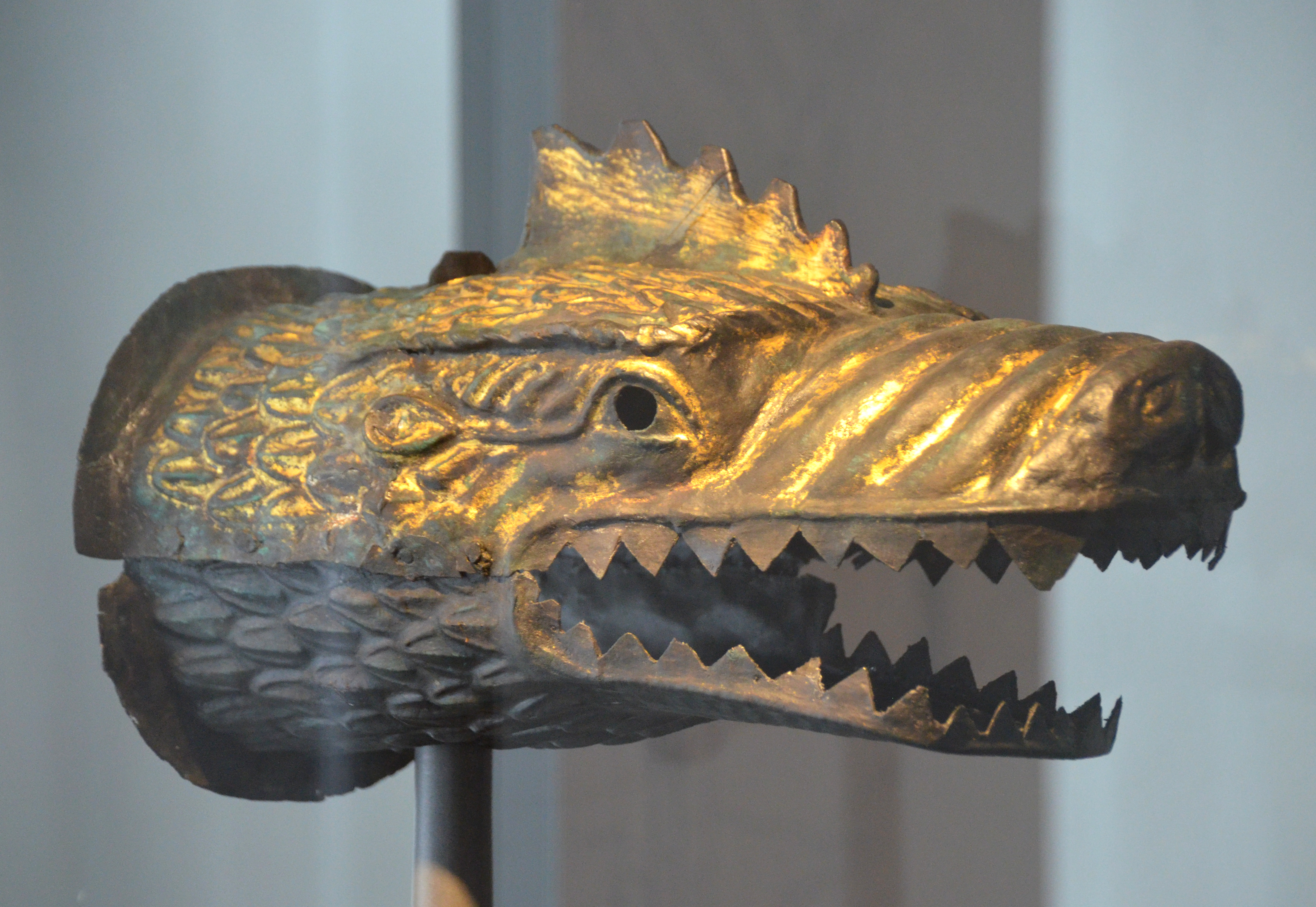
Dracostandarte, gefunden im Vicus des Kastells Niederbieber, heute im Landesmuseum Koblenz

Bisher konnte erst eine Dracostandarte gefunden werden. Bei der archäologischen Erforschung des Grenzkastells Kastell Niederbieber wurde der einzige voll erhaltene Aufsatz einer römischen Drachenstandarte im Vicus, die Zivilsiedlung, des Kastelles gefunden. Er befindet sich heute im Landesmuseum Koblenz.

## Weitere Verwendungen
Neben Römern, Dakern und Byzantinern verwendeten die Dracostandarte auch:
- Geten
- Goten
- Slawen
- Hunnen
- Awaren
- Langobarden
- Bulgaren
- Franken
- Rus
- Petschenegen
- Polowzer (Kiptschak)

In Britannien wurde nach Abzug des römischen Heeres die Dracostandarte sowie das Drachenkopf-Symbol von Kelten und Angelsachsen weiterverwendet. Dies lässt sich vielleicht durch die Anwesenheit von als Kataphrakten eingesetzten sarmatischen Söldnern am Hadrianswall erklären (siehe Sarmaten und Artus-Legende). Manche Historiker vermuten, dass die Drachen in den Wappen von Wessex, Wales und auch in denen von anderen britannischen Herrscherhäusern von solchen Dracostandarten abgeleitet wurden.

## Galerie

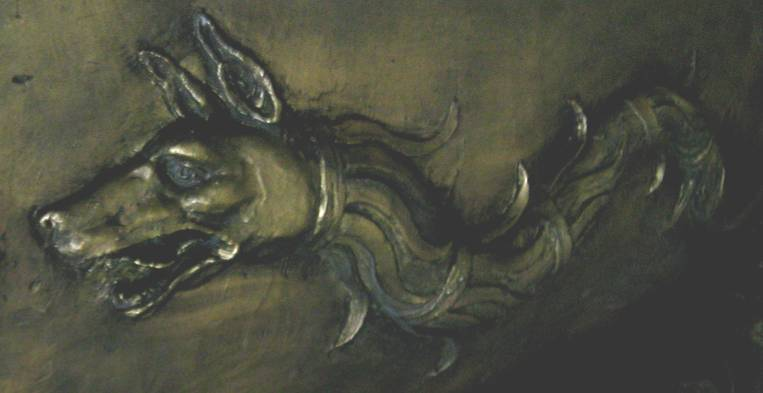
Dakischer Draco im Nationalen Militärmuseum, Rumänien
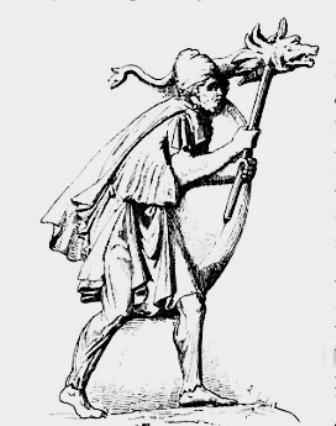
Dakischer Standartenträger von Victor Duruy
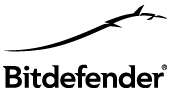
Logo von Bitdefender mit stilisiertem Draco
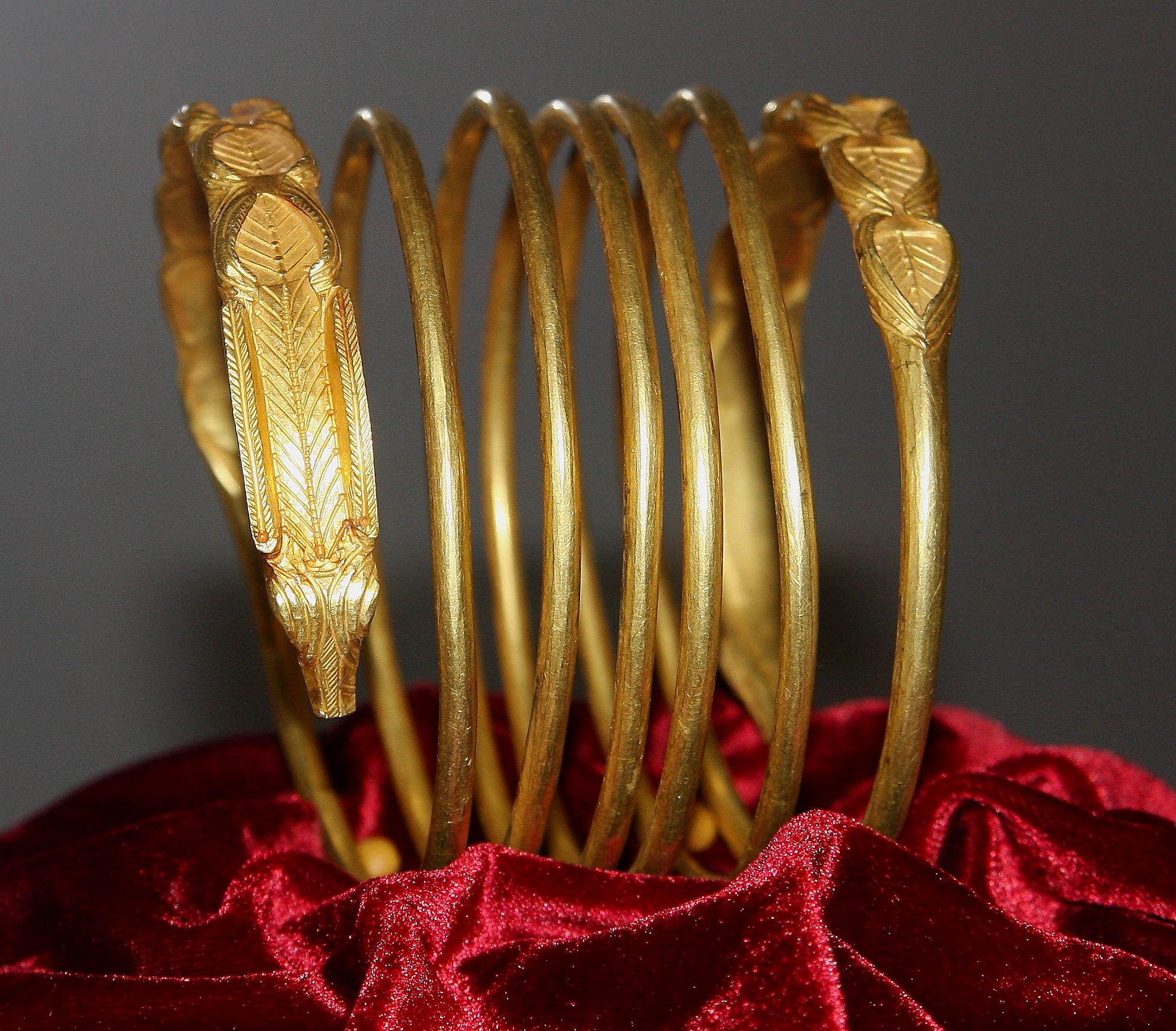
Dakischer Goldarmreif mit Schlangenmotiv, datiert auf das 1. Jahrhundert v. Chr. – 1. Jahrhundert n. Chr., aus Sarmizegetusa, Rumänien
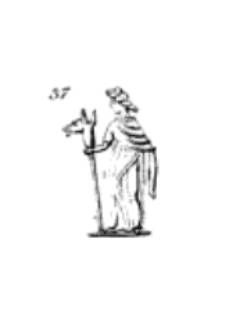
Darstellung von Dakien auf einer Decius-Münze 250 n. Chr.
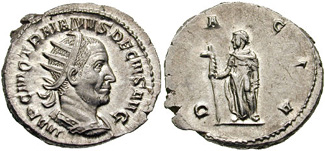
Traianus Decius Antoninianus 250 n. Chr.
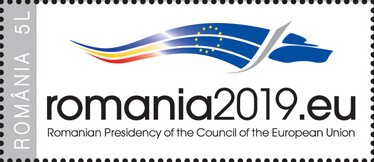
Logo der rumänischen EU-Ratspräsidentschaft 2019